# Crocker Art Museum
Le Crocker Art Museum à Sacramento, Californie, est le plus vieux musée de la ville. Fondé en 1885 par le frère de Charles Crocker, le juge Edwin Bryant Crocker et son épouse Margaret Crocker, le musée dispose d'une collection d'œuvres californiennes dont la réalisation s'étale de la ruée vers l'or à 1945 ainsi que diverses œuvres de vieux maîtres tels Rembrandt, Dürer et François Boucher.

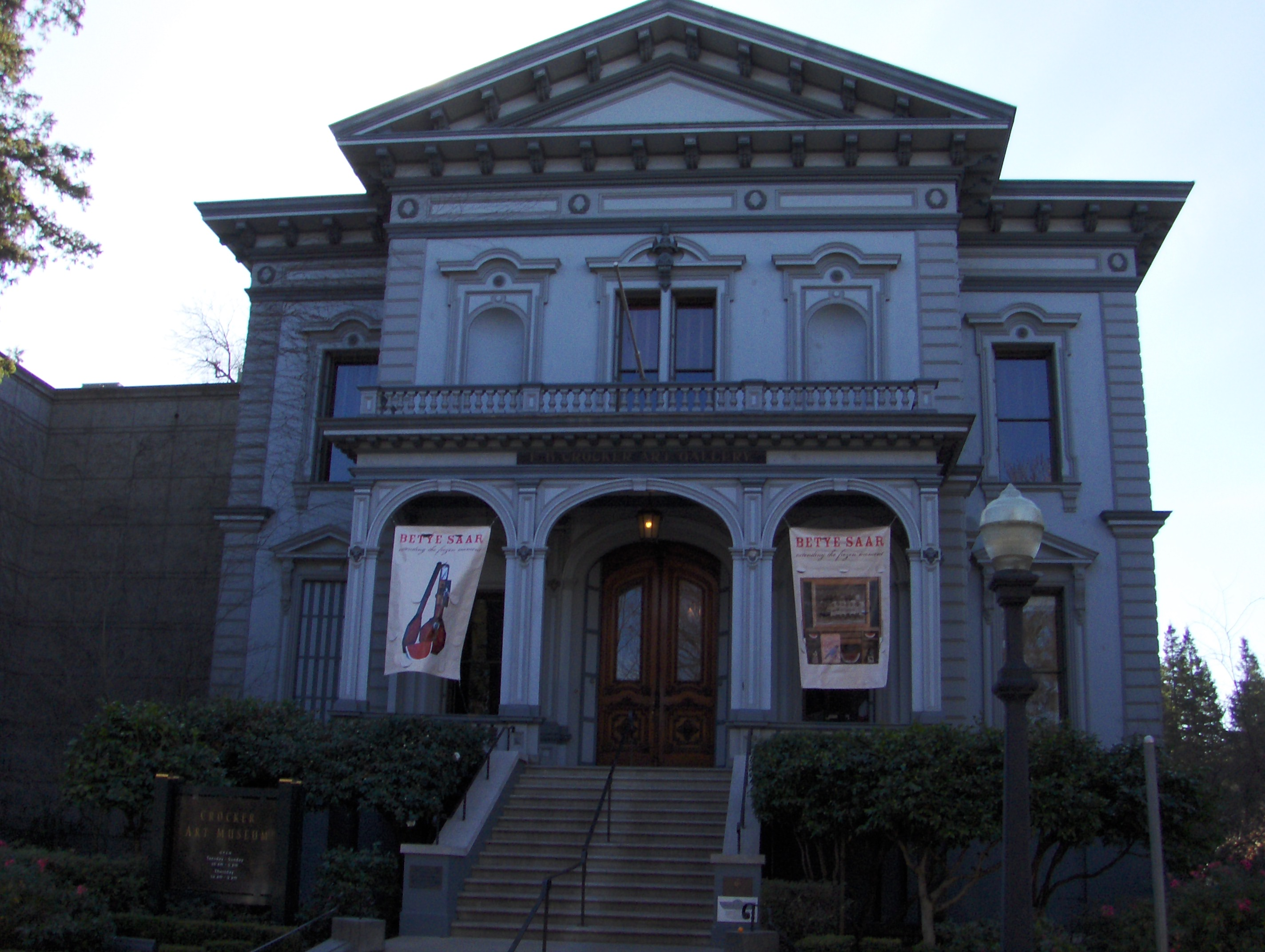
Entrée du Crocker Art Museum Sacramento

## La fondation
À l'occasion d'un grand tour d'Europe réalisé en 1869-1871, le juge Edwin Bryant Crocker fit l'acquisition de nombreuses œuvres. Intéressé aussi par l'art californien, il regroupa au total environ 700 peintures et 1 300 dessins qui vont servir de base à la collection du musée. Afin de les présenter, il demanda à l'architecte Seth Babson (1830-1908) de réaménager dans un style victorien italianisant une propriété acquise en 1868. En 1885, sa femme, Margaret Crocker, fit don de la demeure et des collections à la ville de Sacramento pour fonder le Crocker Art Museum.

## Les collections

### L'art californien de la ruée vers l'or à 1945
Le cœur de cette collection a été rassemblé par le juge Edwin Bryant Crocker et présente de nombreuses scènes de la Californie du XIXe siècle. Parmi les œuvres les plus importantes, on peut citer Sunday Morning in the Mines (1872) de Charles Christian Nahl, Great Canyon of the Sierra (1871) de Thomas Hill, Market Scene (1872) et The Larder (1879) de Samuel Marsden Brookes.

### La peinture européenne
Cette collection comprend des œuvres de Pieter Bruegel le Jeune, Willem Claeszoon Heda, Philippe de Champaigne et de nombreuses œuvres de l'école hollandaise.

### La collection de dessins
Elle rassemble environ 1 400 pièces et comprend des œuvres de Albrecht Dürer, Jacques Callot, Rembrandt et François Boucher.

### La collection de céramiques
Elle rassemble environ 1 800 pièces et comprend un riche ensemble d'objets de table en porcelaine de Meissen.

## Galerie

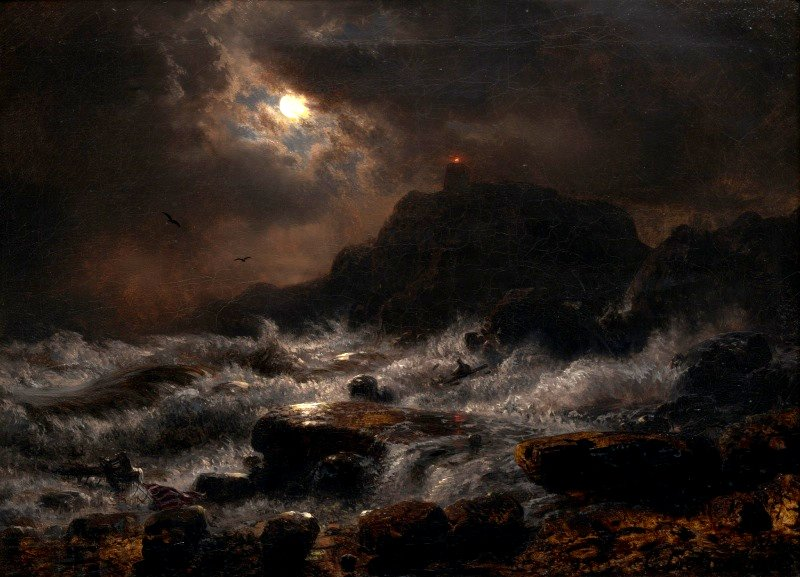
Andreas Achenbach, Norwegian Coast by Moonlight, 1848
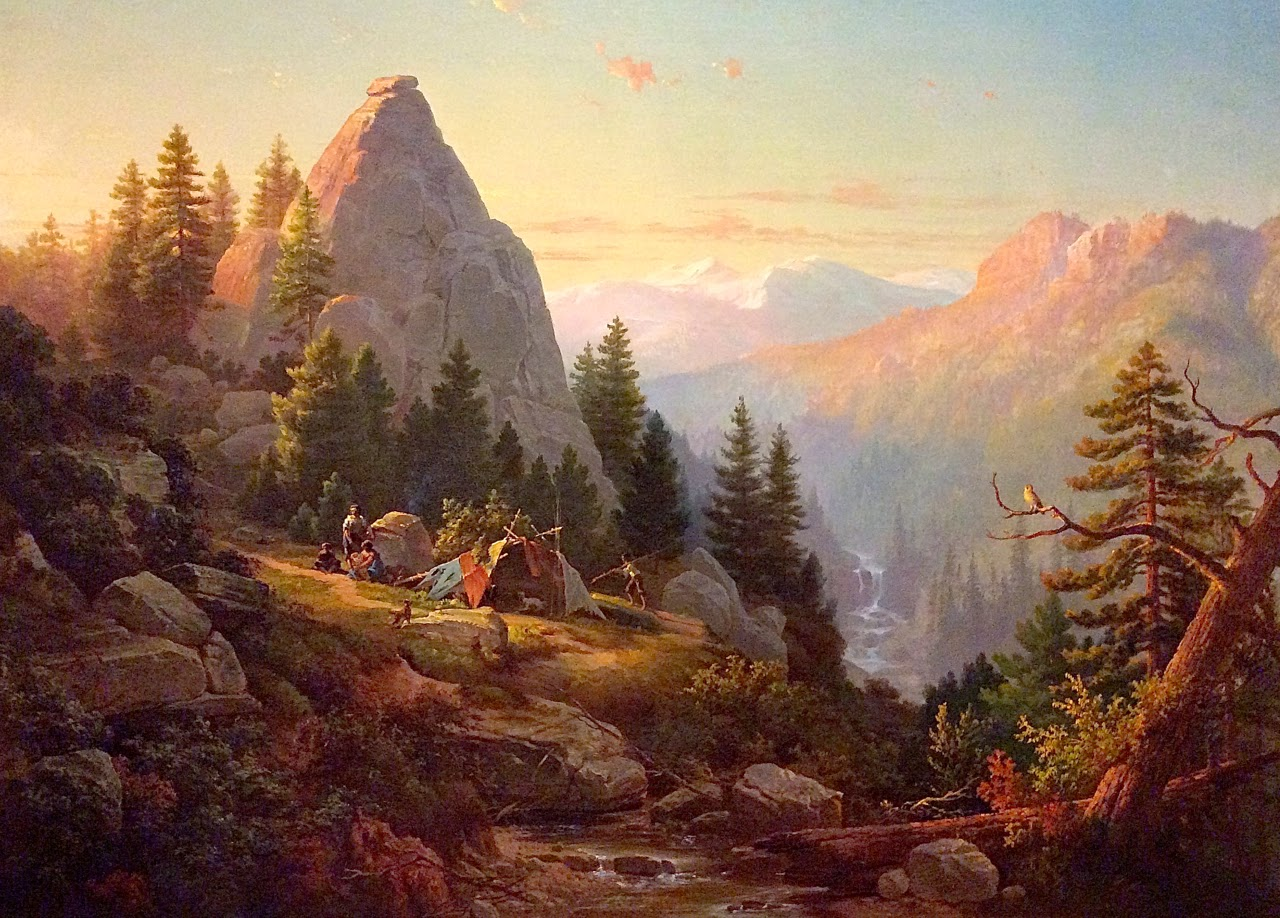
Thomas Hill,  Sugar Loaf Peak, El Dorado County, 1865
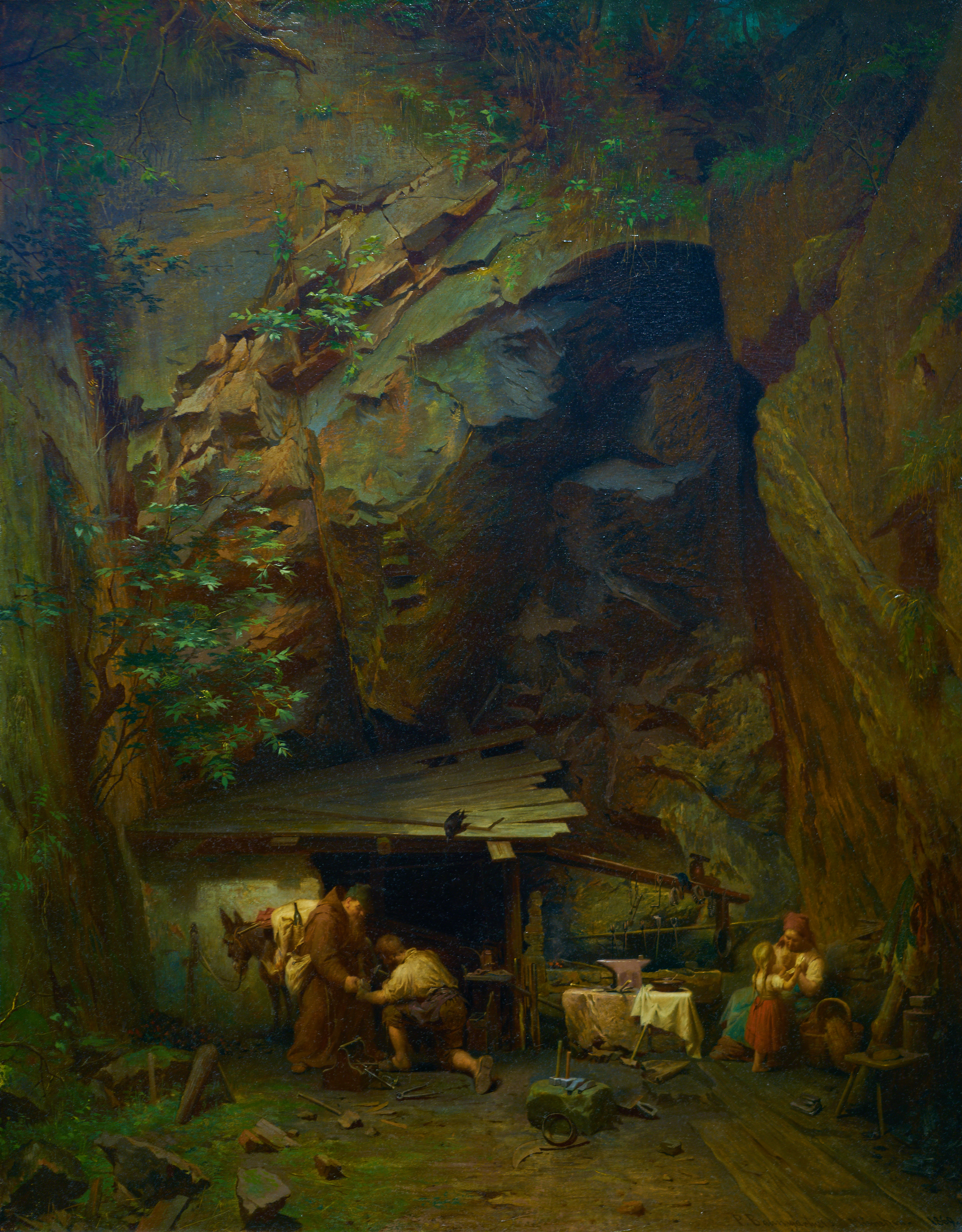
Peter Baumgartner (de), Hufschmied in den Bayrischen Alpen, 1869
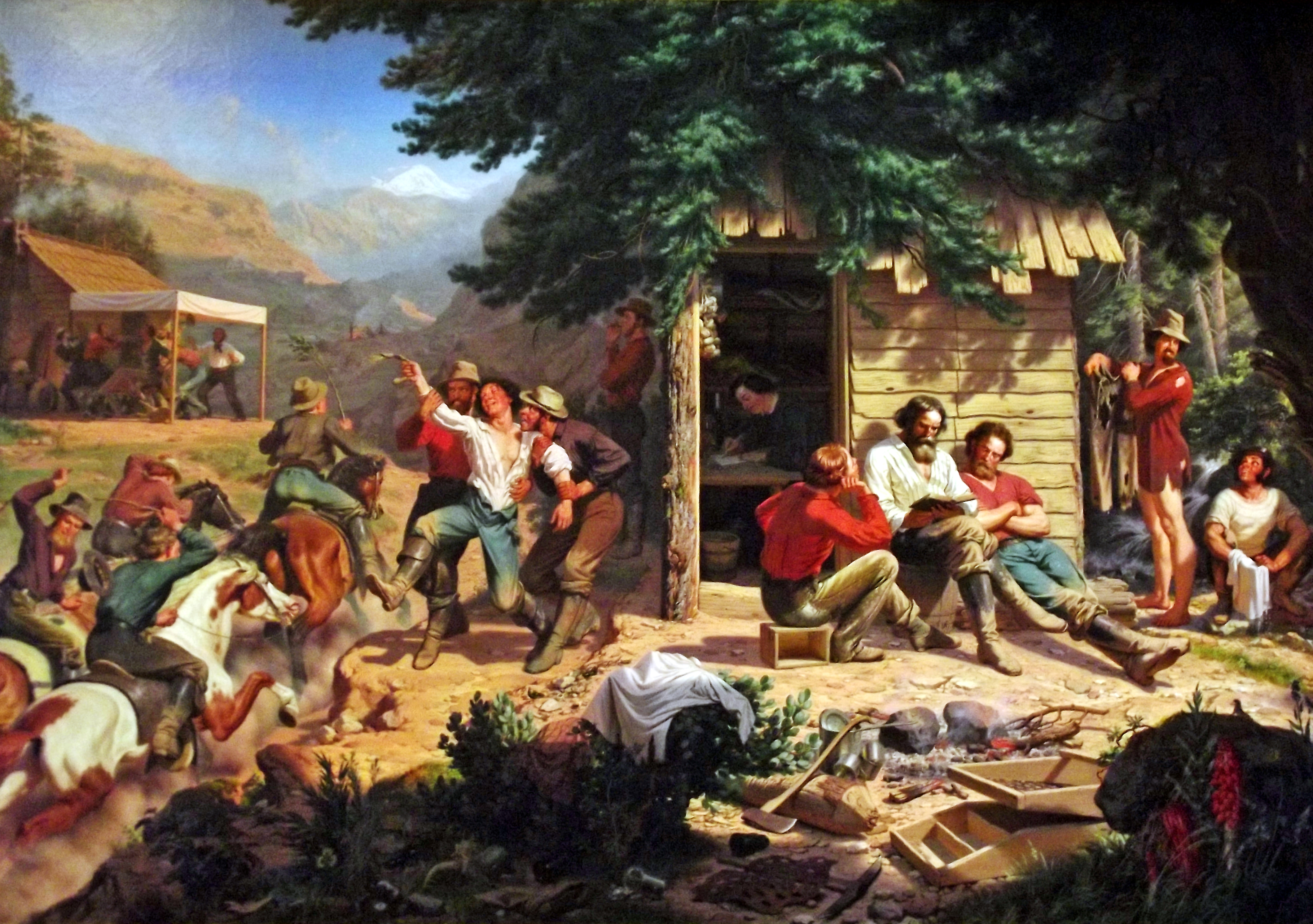
Charles Christian Nahl, Sunday Morning in the Mines, 1872
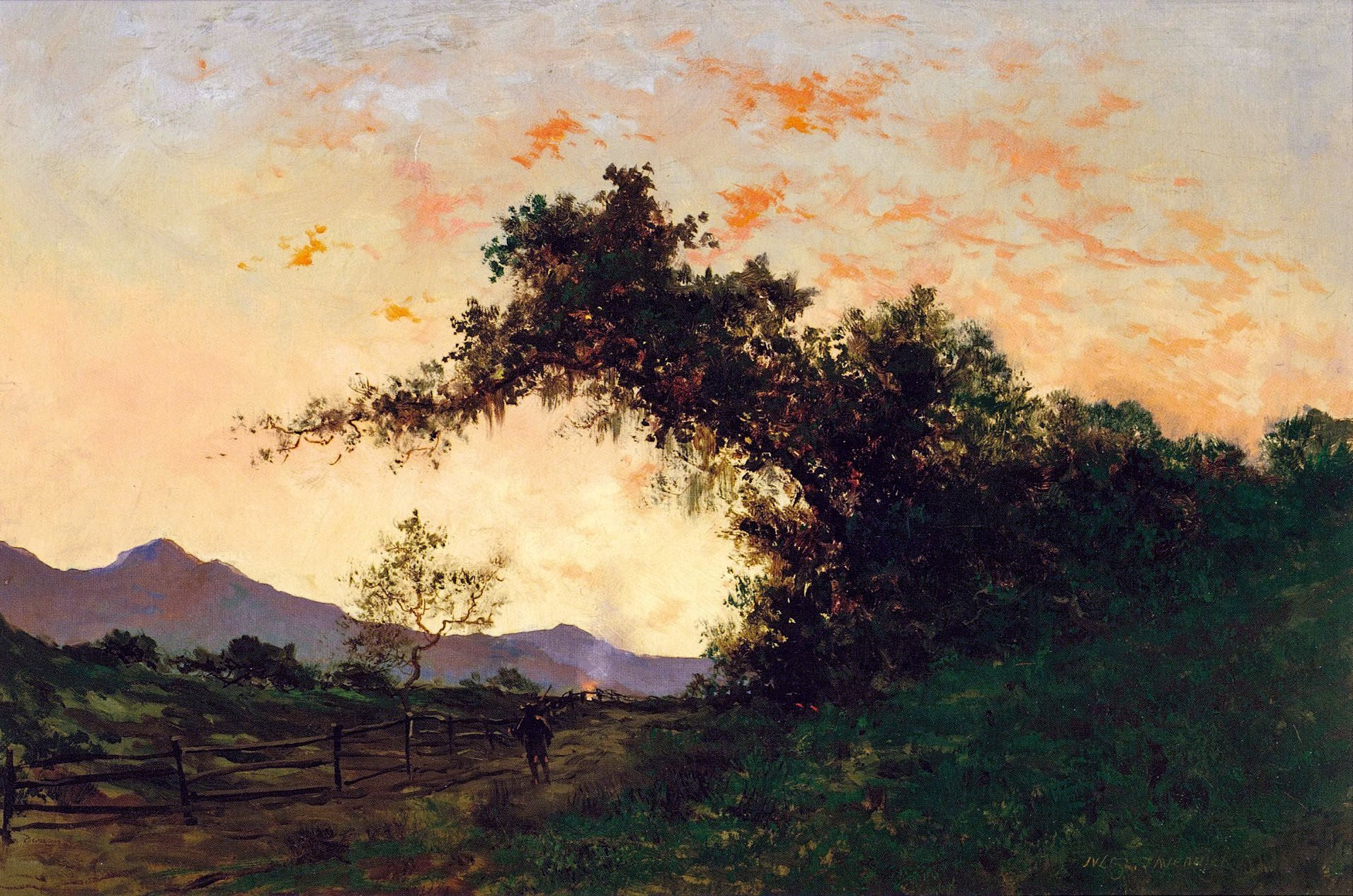
Jules Tavernier, Marin Sunset in Back of Petaluma, vers 1880
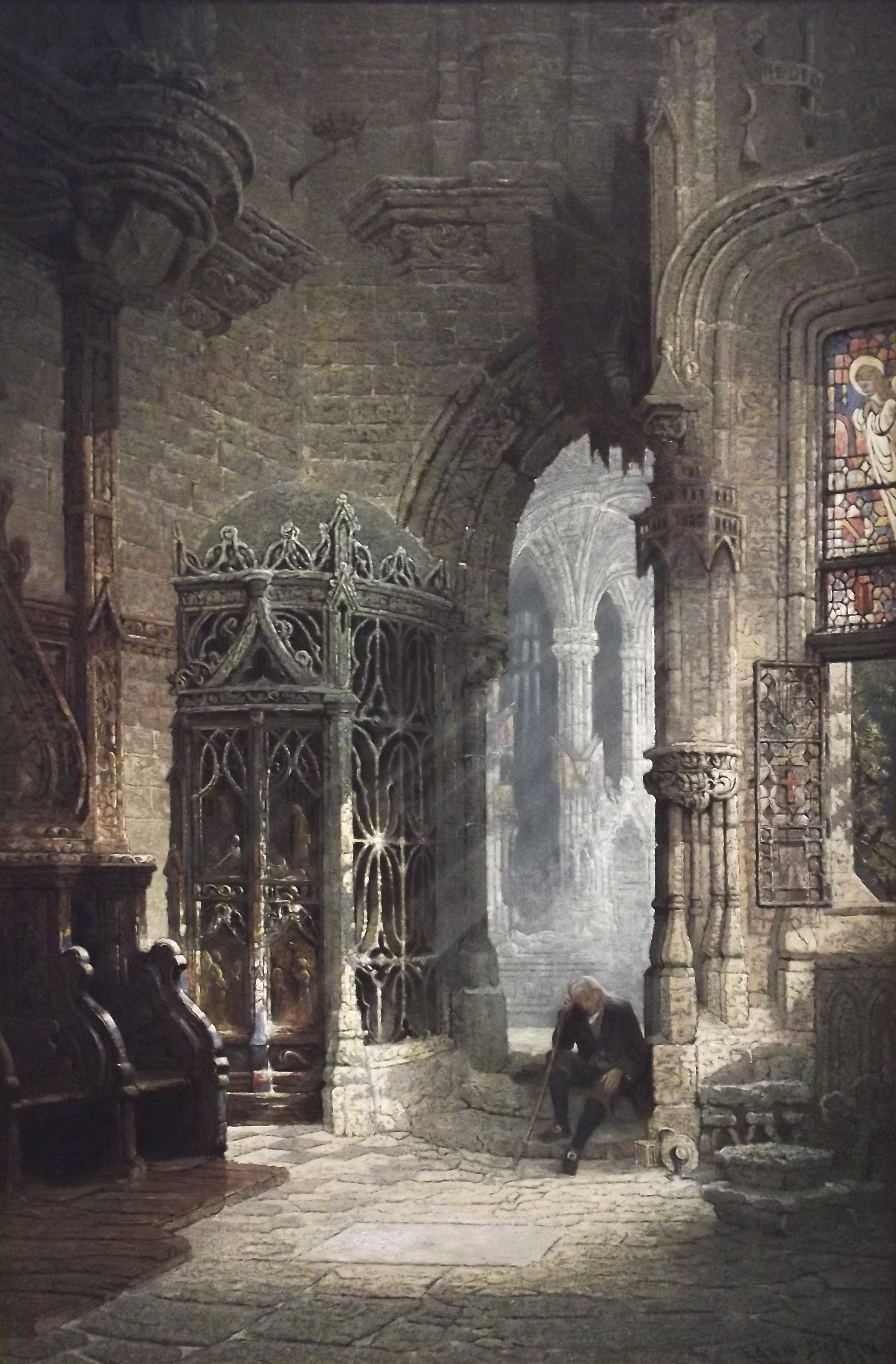
Edwin Deakin, She Will Come Tomorrow, 1888
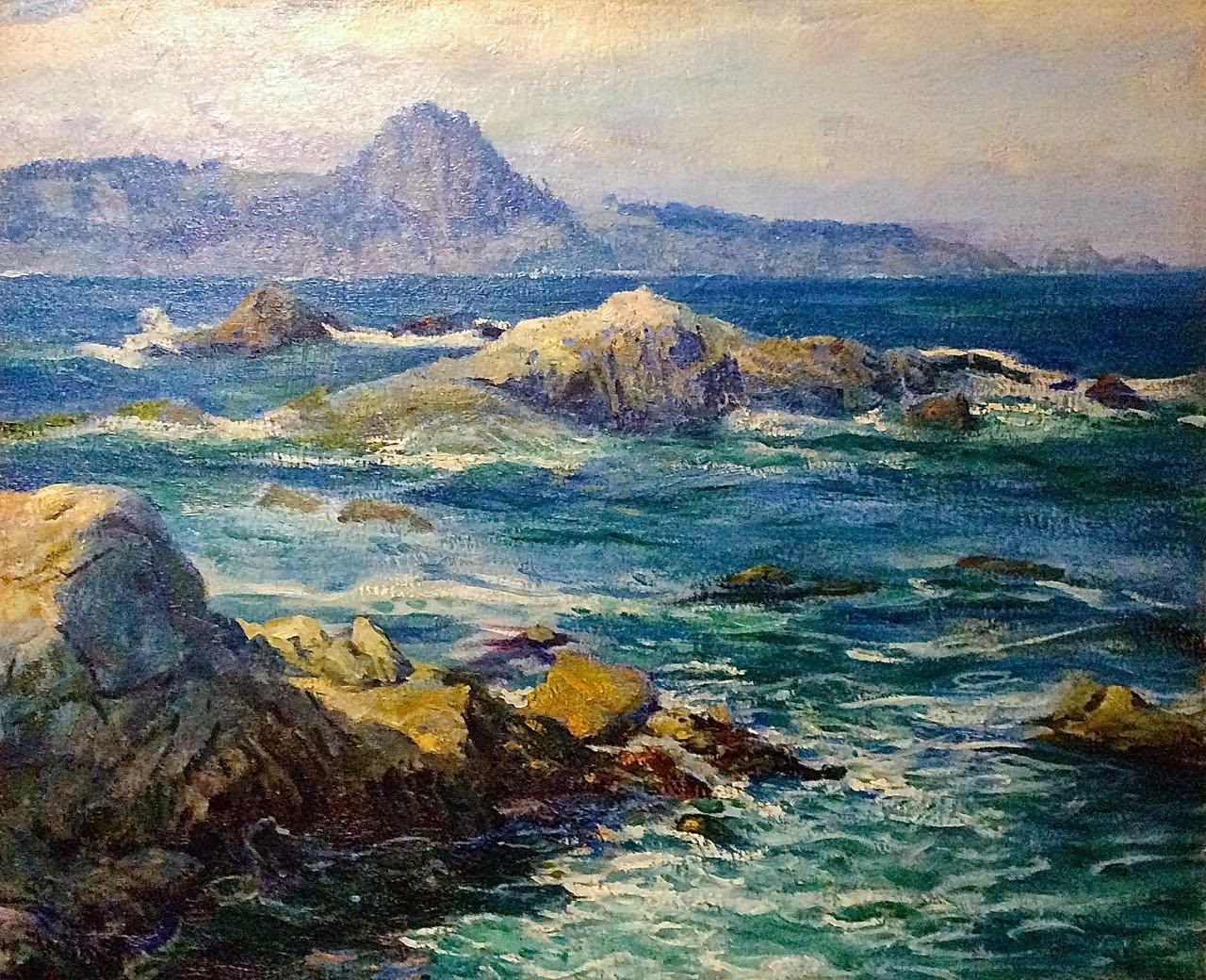
Guy Rose, Off Mission Point, sans date
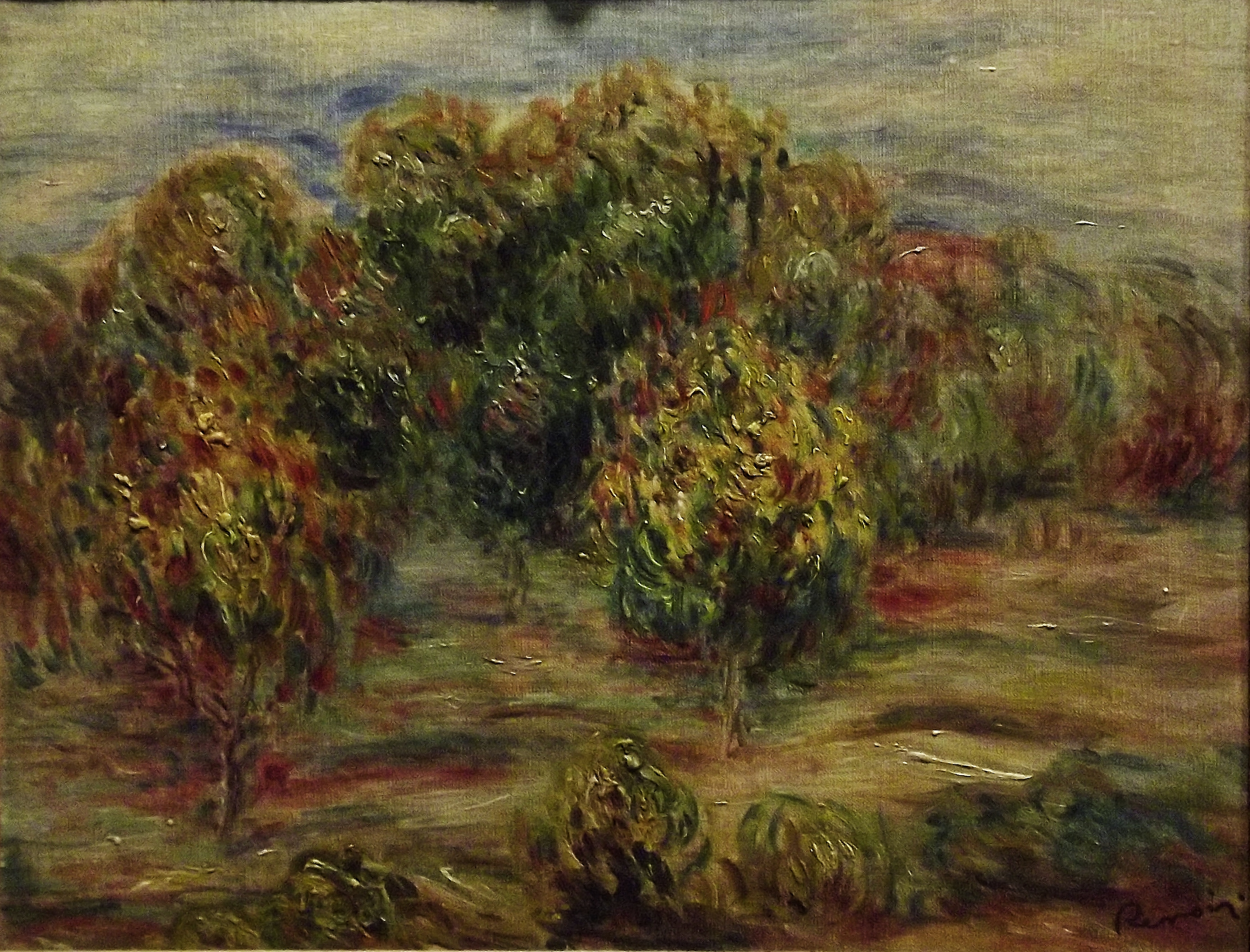
Auguste Renoir, Paysages près de Cagnes, 1910
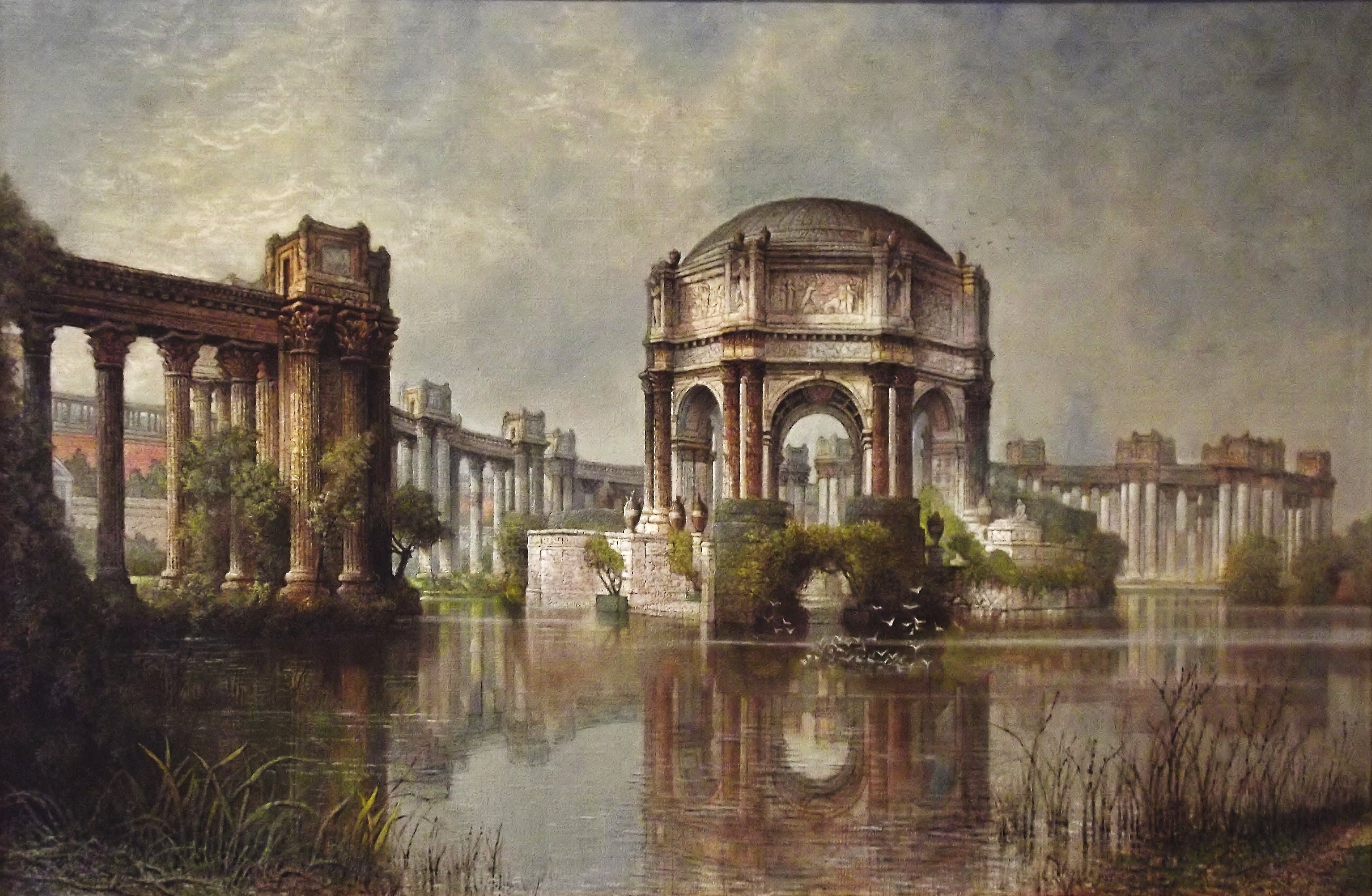
Edwin Deakin, Palace of Fine Arts and the Lagoon, 1915
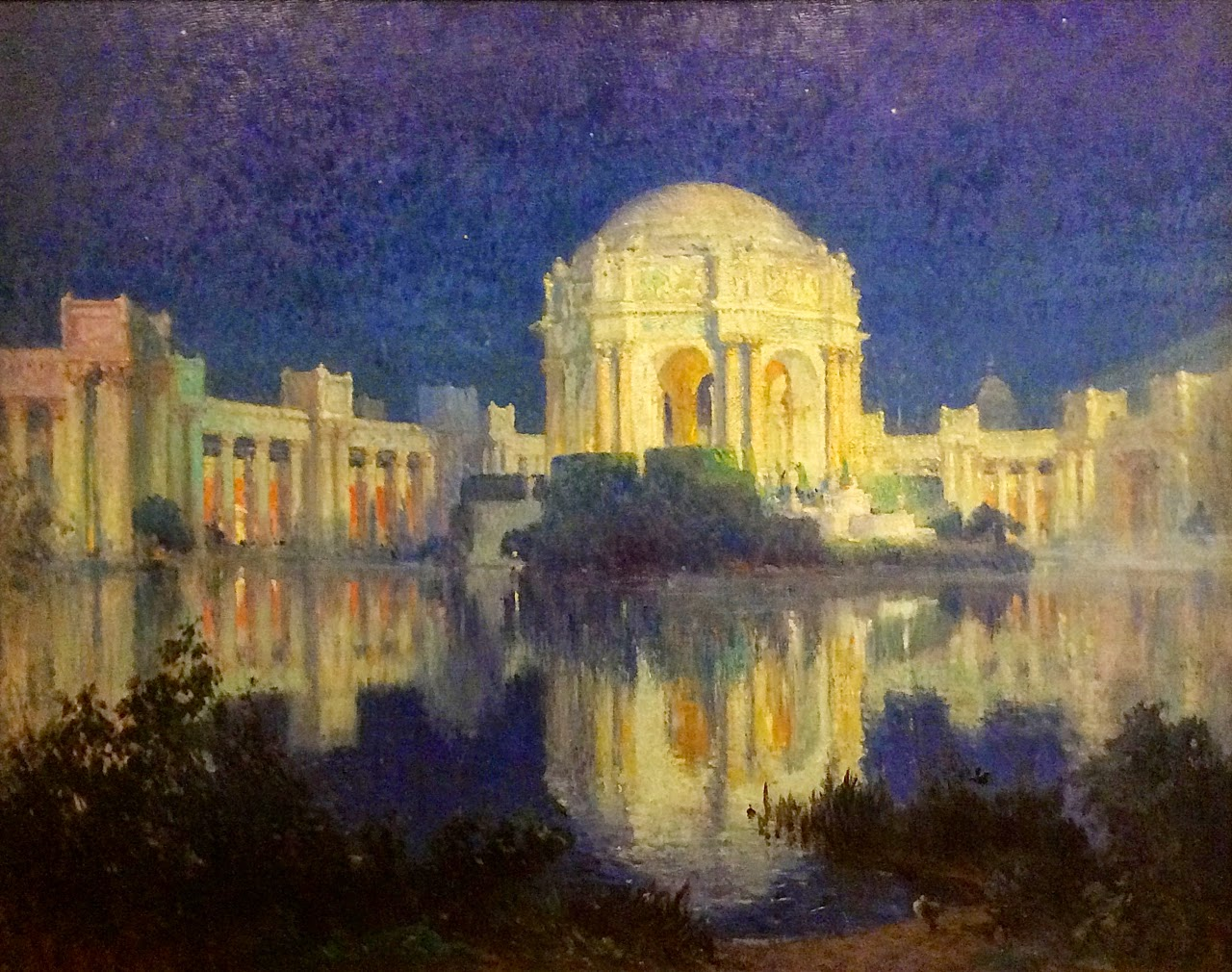
Colin Campbell Cooper, Palace of Fine Arts, vers 1915
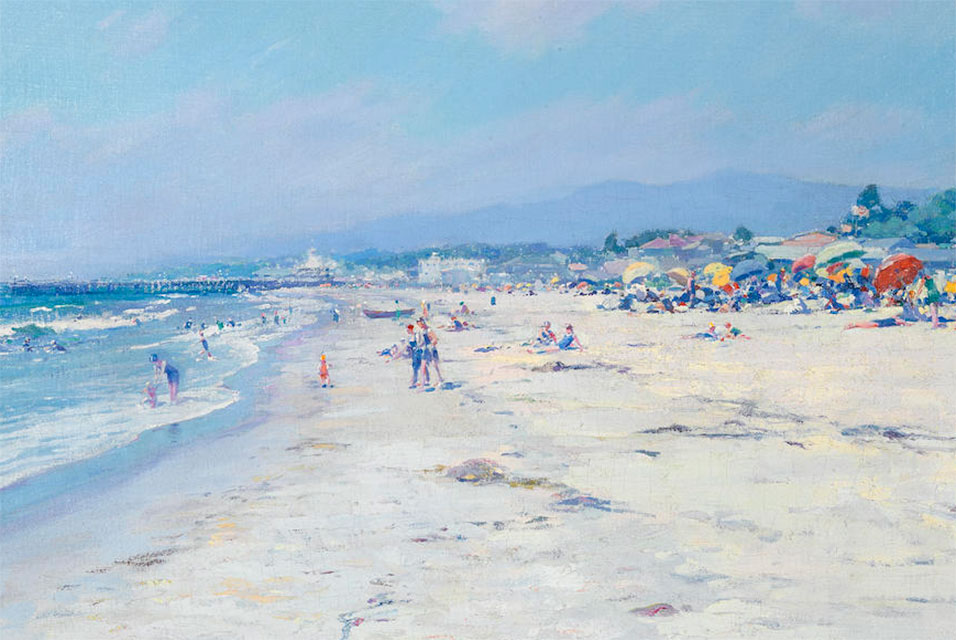
John Jack Frost, The Beach, Santa Monica, 1921